# Приватне життя Дон Жуана
«Приватне життя Дон Жуана» (англ. The Private Life of Don Juan) — англійська комедійна мелодрама режисера Александра Корда 1934 року.

## Сюжет
Після двадцятирічної відсутності Дон Жуан повертається до Севільї, щоб сховатися від переслідування славою, але і тут його наздоганяють. Все містечко дзижчить, що прибув великий коханець, а чоловіки поспішають закрити віконниці, щоб уберегти від нескромного погляду своїх благовірних. Дон Жуан і знати не знає, що його місце зайняв студент останнього курсу, який спить і бачить, як би натягнути собі на плечі плащ слави великого коханця.

## У ролях
- Дуглас Фербенкс — Дон Жуан
- Мерль Оберон — Антоніта, танцюристка з пристрасним темпераментом
- Брюс Вінстон — менеджер «Чорних Кішок»
- Бенніта Г'юм — Дона Долорес, Леді-загадка
- Джина Мало — Пепіта
- Бінні Барнс — Розіта
- Мелвілл Купер — Лепорелло
- Оуен Нарес — Антоніо Мартінес
- Гізер Тетчер — Анна Дора
- Джоан Гарднер — Кармен
- Гібсон Гоуланд — Дон Альфредо
- Беррі Маккей — Родріго
- Ефін Сейлер — Тереза